# Муснад имама Ахмада
Му́снад има́ма А́хмада (араб. مسند الإمام أحمد‎) — сборник хадисов, мусульманских преданий о жизни и деятельности пророка Мухаммеда, автор которого выдающийся хадисовед, аскет, имам, основатель ханбалитского мазхаба — Ахмад ибн Ханбаль аш-Шайбани.

## Автор
Ахмад ибн Ханбаль родился в 780 году в Багдаде. Его отец умер, когда Ахмад был ещё очень маленьким. После смерти отца ему остались кое-какие средства к существованию и дом в котором он жил с матерью.
С 15-летнего возраста он изучал хадисы и фикх в течение 20 лет. Посетил главные центры мусульманского богословия, встретился почти со всеми ведущими улемами своего времени, в том числе с Абу Юсуфом и аш-Шафии. Он установил контакты с такими влиятельными лицами Хиджаза, Сирии, Ирака, как Уаки ибн аль-Джаррах, Язид ибн Харун, Яхъя ибн Маин. Благодаря своим глубоким познаниям, благочестивому образу жизни и связям Ахмад ибн Ханбаль постепенно приобретает известность.
Ахмад ибн Ханбаль умер в Багдаде в 241 году по хиджре, или 855 году по григорианскому календарю.

## Описание книги
Название сборника Муснад (араб. مسند‎) обусловлено тем, что в этом труде хадисы собраны не по затрагиваемой тематике (как в Муватте или Сахихе аль-Бухари), а по тому, от кого из сподвижников пророка Мухаммада передаются эти сообщения. Число хадисов в «Муснаде» доходит до 40 тысяч, которые были отобраны имамом Ахмадом из около 700 тысяч преданий, которые он знал. Из них около 10 тысяч сообщений так или иначе повторяются. Число сподвижников Мухаммада, от которых приводятся хадисы — 904.
Текст «Муснада», помимо хадисов собранных самим автором, содержит небольшое количество хадисов от двух основных передатчиков (рави) книги: сына имама Ахмада, Абдуллаха ибн Ахмада и Абу Бакра аль-Кати’и (араб. أبو بكر القطيعي‎).

## Исследования «Муснада»
Изучению и исследованию труда имама Ахмада посвящены следующие книги:
- Хасаис аль-Муснад хафиза Абу Мусы аль-Мадини (умер в 581 году по хиджре).
- аль-Мас’ад аль-Ахмад фи хатм Муснад аль-имам Ахмад хафиза Шамсуддина Ибн аль-Джазари (умер в 833 году по хиджре).
- аль-Кауль аль-мусаддад фи-з-забб ’ан аль-Муснад хафиза Ибн Хаджара аль-Аскаляни.
- Зайль Кауль аль-мусаддад кадия Мухаммада Сибгатуллаха аль-Мидраси.